# Pepłówek (Pepłowo)
Pepłówek – część wsi Pepłowo w Polsce, położona w województwie mazowieckim, w powiecie mławskim, w gminie Wieczfnia Kościelna.
W latach 1975–1998 Pepłówek administracyjnie należał do województwa ciechanowskiego.
W okresie międzywojennym w miejscowości stacjonowała placówka Straży Celnej „Pepłówek”, a po reorganizacji placówka Straży Granicznej I linii „Pepłówek”.